# Más allá de la batalla
Más allá de la batalla: una corresponsal de guerra en Irak es un libro escrito por la corresponsal y periodista española, Mercedes Gallego, sobre la base de su experiencia personal y las notas y crónicas que fue recogiendo a lo largo de la campaña militar de la guerra de Irak durante la invasión del país en 2003 por fuerzas estadounidenses, así como de otros países occidentales y del golfo pérsico. Mercedes Gallego trabajaba entonces para el grupo El Correo como corresponsal en Nueva York y sus reportajes como periodista se emitieron también en el canal televisivo español, Tele Cinco.
En respuesta a una invitación a distintos medios españoles cursada por las autoridades militares estadounidenses, en octubre de 2002 Mercedes Gallego presentó una solicitud para recibir el entrenamiento previo dado a periodistas por el ejército de Estados Unidos para poder ser empotrados en sus fuerzas operativas en zonas de combate, siendo seleccionada y recibiendo el entrenamiento en la base de Quantico, Virginia. Después pudo incorporarse el 10 de marzo de 2003 al contingente estadounidense de tropas situado en Kuwait y que iniciarían la ofensiva terrestre sobre Irak.
El libro sigue un orden cronológico desde octubre de 2002 hasta abril de 2003, con el regreso a España. En él se narran las experiencias de la autora, no ya tanto desde un punto de vista periodístico, sino a modo de ensayo crítico sobre la guerra y las víctimas. Se tratan los preparativos dentro del batallón de marines con los que Gallego se encontraba, la ocupación del territorio iraquí, los combates entre unidades de los distintos ejércitos, el avance estadounidense a través del desierto, las bajas militares y las de civiles, los malos tratos recibidos por prisioneros y los abusos sexuales a las mujeres marines por parte de sus propios compañeros de armas. Se mantuvo como corresponsal de guerra en el conflicto hasta poco después de la entrada en Bagdad de su unidad, momento que casi coincidió con la muerte de los periodistas españoles, José Couso y Julio Anguita Parrado, compañero suyo este último con quien se había preparado para el viaje y al que dedicó el libro. La obra fue traducida al inglés en 2004, pero antes de que lo fuera, sirvió de base para uno de los primeros reportajes periodísticos de la prensa estadounidense, en concreto de The Denver Post, sobre los abusos sexuales en la guerra de Irak. Por su cobertura del conflicto, Mercedes Gallego fue galardonada por Radio Intereconomía como mejor periodista del año, y con el Premio Ortega y Gasset que se entregó a título colectivo.